# Cena Ferdinanda Vacha
Cena Ferdinanda Vacha je ocenění, které od roku 1992 udělují sbormistrům sborů dospělých udělují Unie českých pěveckých sborů, Sdružení sborových dirigentů AHUV a Nadace Český hudební fond.